# Brasão de armas do Burundi
O brasão de armas do Burundi foi adotado em 1966 e no mesmo, figura em um campo de gules a cor vermelha com borda estreita de ouro (cor amarela ou dourado), uma cabeça de leão do mesmo metal (cor) claro de sable ou preto. O escudo está transpassado por três lanças tradicionais africanas de prata (cor cinza ou branco).
Na parte inferior do escudo de armas aparece escrito em uma faixa o lema nacional em francês: "Unité, Travail, Progrès" ("União, Trabalho, Progresso").